# Ervin González
Ervin González (Villanueva, La Guajira, Colombia, 25 de agosto de 1985) es un exfutbolista colombiano. Jugaba como delantero y se retiró en Liga de Loja de Ecuador.

## Trayectoria

### Deportivo Pereira
González inició su carrera en el Deportivo Pereira en el año 2004 y permaneció en este equipo durante tres temporadas.

### Millonarios
Es transferido a Millonarios en el año 2007. 

### Atlético Huila
Ervin González fue cedido en préstamo al Atlético Huila en el 2009.
Luego del subcampeonato con el club huilense en el Torneo Finalización 2009, el jugador regresa a Millonarios para la temporada 2010.

### La Equidad
A partir de agosto de 2011 llega a La Equidad, club colombiano de la Categoría Primera A.
En 2012 sufre una lesión de tobillo que lo apartó de las canchas por varios años.

### Liga de Loja
En 2017 vuelve a las canchas y termina su carrera profesional jugando para la Liga de Loja de Ecuador.

## Clubes
| Club                | País                | Año                 | Partidos | Goles |
| ------------------- | ------------------- | ------------------- | -------- | ----- |
| Deportivo Pereira   | Colombia            | 2004-2006           | 73       | 5     |
| Millonarios         | Colombia            | 2007-2008           | 47       | 1     |
| Atlético Huila      | Colombia            | 2009                | 29       | 1     |
| Millonarios         | Colombia            | 2010-2011           | 31       | 1     |
| La Equidad          | Colombia            | 2011-2012           | 21       | 0     |
| Liga de Loja        | Ecuador             | 2017                | 1        | 1     |
| Total en su carrera | Total en su carrera | Total en su carrera | 202      | 9     |